# Jaroslav Němec (kněz)
Jaroslav Němec (25. dubna 1932 Dolní Němčí – 17. března 2012 Olomouc) byl český římskokatolický kněz, profesor církevních dějin, biskupský vikář pro záležitosti svatořečení v olomoucké arcidiecézi a prelát Jeho Svatosti.

## Život
Narodil se jako čtvrté ze šesti dětí Jana Němce a Růženy rozené Kaňůrkové. Do základní školy chodil ve svém rodišti a v sousedním Hluku, poté studoval na gymnáziu ve Fryštáku a Uherském Brodě. Roku 1951 emigroval do Říma, kde vystudoval filosofii a teologii na Papežské lateránské univerzitě. Dne 8. července 1956 přijal kněžské svěcení a poté byl jeden rok prefektem v Papežské koleji Nepomucenum. Po získání doktorátu teologie v roce 1957 působil v duchovní správě v Jižním Tyrolsku.
V roce 1960 odešel do Perugie, kde vyučoval v kněžském semináři a současně pokračoval ve studiu filosofie na Perugijské univerzitě. Krátce také studoval v Paříži a v letech 1968 až 1980 působil jako profesor a vedoucí katedry na teologické fakultě ve Florencii. Následně vyučoval církevní dějiny na Teologickém institutu v Assisi a roku 1984 se stal ředitelem archivu vatikánské Kongregace pro blahořečení a svatořečení. Dne 18. února 1987 jej papež Jan Pavel II. jmenoval kaplanem Jeho Svatosti a 23. ledna 1994 papežským prelátem.
Roku 1991 začal přednášet na Cyrilometodějské teologické fakultě Univerzity Palackého v Olomouci jako hostující profesor, v roce 1993 se na této fakultě habilitoval pro obor církevních dějin a 28. října 1993 byl jmenován kanovníkem Metropolitní kapituly u svatého Václava v Olomouci. Od roku 1997 působil také jako biskupský vikář pro záležitosti svatořečení v olomoucké arcidiecézi. Zemřel v olomoucké fakultní nemocnici.